# Historia del trastorno límite de la personalidad

## Historia del concepto de TLP

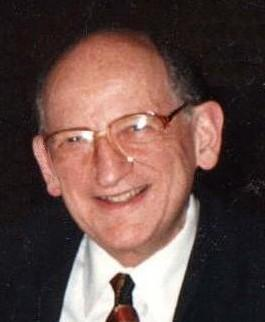
Otto F. Kernberg.

En los albores de la medicina, algunos autores como Homero, Hipócrates o Areteo describieron, en ocasiones de forma vívida, cómo algunas personas estaban "sujetas" a cambios inconsistentes del estado de ánimo, melancolía, tristeza, dolor, depresión, manía e ira. La Edad Media suprimió todas estas observaciones, y no fue hasta el renacimiento cuando se recuperaron algunas de ellas.
El primer teórico que revitaliza la noción de covariación entre estados de ánimo impulsivos y erráticos en un solo síndrome fue Bonet, quien la denominó folie maniaco-mélancolique en 1684. En el siglo XVIII Schacht y Herschel reforzaron las observaciones de Bonet añadiendo una perioricidad o regularidad rítmica de estos altibajos. Sin embargo, algunos de estos pacientes alternaban estados de ánimo no predecibles o erráticos que no encajaban dentro de esta ritmicidad. En 1854 Baillarger y Jean-Pierre Falret compilaron el resultado de 30 años de trabajo con depresivos y suicidas. Encontraron que un pequeño grupo de estos pacientes no encajaban con los patrones ordinarios maníaco-depresivos.
Sin embargo, y haciendo un poco de historia, la peculiar constelación de rasgos que comprenden la entidad diagnóstica límite fue reconocida ya desde principios de siglo XIX.
Miembros del servicio de psiquiatría del hospital de S. Marcos de Madrid han publicado un excelente trabajo sobre la evolución histórica moderna del término Borderline en las actas españolas de psiquiatría. A continuación reproducimos algunos de sus hitos más importantes:
La historia del término se remonta hasta el año 1884. En aquel momento, el psiquiatra británico C H. Hughes hablaba de un "campo fronterizo" en las enfermedades psicológicas. Este término se popularizó en un breve plazo como 
"borderline". En aquel momento describía a pacientes con diferentes cuadros sintomáticos, que no podían ser asignados con seguridad dentro de las tablas de neurosis ni en el espectro psicótico. 
Fue ya en el año 1938 cuando se utilizó por primera vez el término "borderline" por Adolf Stern dentro del mundo profesional para describir un grupo de pacientes externos que no obtenían provecho del psicoanálisis clásico y que no encajaban en las categorías estándar de "neurótico" o "psicótico". La psicopatología en este tiempo estaba conceptualizada como un continuo: "normal" - "neurótico" - "psicótico". 
Durante algunos años el término fue usado de forma coloquial por los psicoanalistas para describir pacientes que, aun teniendo serios problemas de funcionamiento, no entraban dentro de las categorías diagnósticas y eran difíciles de tratar con los métodos analíticos convencionales.
Dentro del modelo psicoanalista (ya menos ortodoxo) la figura de Otto F. Kernberg (1975) en el marco de la teoría conocida como "object relactions" tuvo mucha importancia en el camino hacia la conceptualización al principio señalada. Como resultado de sus estudios, se fue hablando cada vez más de una "estructura de personalidad borderline" como algo estable y diferenciable, tanto de la neurosis (por la especial combinación y fluctuación de síntomas) como de la psicosis (episodios menos intensos y más cortos ligados a factores estresantes, mantenimiento del contacto con la realidad), estructura que, por tanto, iba adquiriendo identidad propia.
En tanto, el TLP aún no aparecía en el DSM-II. En un célebre trabajo de Gunderson y Singer se establecieron finalmente cuatro criterios diagnósticos operativos que luego fueron el núcleo de lo que se estableció en 1980 en el DSM-III.
En España, el TLP empezó a diagnosticarse con unos años de retraso con respecto a Estados Unidos. De ser un trastorno apenas conocido entre los profesionales de la salud mental ha pasado a diagnosticarse de forma cada vez más habitual y a edades más tempranas. Esta circunstancia ha dado lugar a una situación anómala, puesto que el aumento de la demanda social desborda la capacidad del sistema. Nos encontramos sin profesionales especialistas, sin publicaciones españolas ni versiones en castellano de los últimos textos editados en Estados Unidos y sin centros ni unidades apropiadas para el correcto tratamiento de estos complejos casos.

## Debate sobre el cambio de denominación
Se está dando un debate sobre si debe cambiar la denominación de trastorno límite de la personalidad. Como se dijo antes, el término se originó en la idea (actualmente abandonada) de que algunos pacientes estarían en el límite entre la neurosis y la psicosis, y el término se hizo oficial en los 80 al ser incluido entre los trastornos del eje II del DSM-IV
Se han sugerido algunas denominaciones alternativas como Trastorno de regulación emocional o Trastorno de disregulación emocional. De acuerdo con la TARA (Asociación para el tratamiento e investigación de los trastornos de la personalidad) esta terminología tiene las más altas probabilidades de ser adoptada por la Asociación Americana de Psiquiatría. El término preferido por la Dra. Marsha M. Linehan, pionera de uno de los tipos de terapia dirigida hacia el TLP, es el de Trastorno de la regulación emocional. Serían también válidas como alternativas las de Trastorno impulsivo y Trastorno regulatorio de la interpersonalidad según el Dr. John Gunderson. El término Dislimbia ha sido sugerido por el Dr. Leland Heller y la Dra. Mary Zanarini, del Hospital McLean ha propuesto el término Trastorno Mercurial .
Otro término que ha sido avanzado (por ejemplo, por la psiquiatra Carolyn Quadrio) es el de Desorganización postraumática de la personalidad (PTPD), reflejando el estatus de la afección que a menudo se presenta como una forma crónica de trastorno por estrés postraumático(PTSD) y un resultado común producido por un trauma en el desarrollo o ausencia de vínculos.
Las propuestas anteriores, si son adoptadas, resultarían significativamente en el reconocimiento del TLP como un trastorno traumático y/o relacionado con el estado de ánimo y trasladaría el TLP del eje II al eje I del DSM-III y DSM-IV, que mantuvo los mismos criterios diagnósticos del DSM-III, agregando uno nuevo: "ideación paranoide transitoria relacionada con el estrés o síntomas disociativos". El DSM-5 (2013) mantiene los mismos 9 criterios diagnósticos de los señalados en la anterior edición (DSM-IV).
Algunos a los que se les etiqueta como "Borderlines" creen que este término es inútil y estigmatizante, así como simplemente inadecuado , apoyando y sumándose a las propuestas para un cambio de denominación. También se han recibido críticas desde una perspectiva feminista. También se ha dicho que, en algunos círculos se usa el término "borderline" como un "cajón de sastre" diagnóstico para individuos difíciles de diagnosticar o se interpreta como "casi psicótico" a pesar de la falta de apoyo empírico para esta conceptualización, o se usa como un rótulo genérico para clientes difíciles o como una excusa para terapias que no funcionan.